# 羅臼山
羅臼山（らうすさん、らうすやま）は、国後島にある火山。安山岩、デイサイトの成層火山で、カルデラ内に溶岩ドームの中央火口丘を発達させている。強い噴気や温泉がある。ロシア名はメンデレーエフ火山（ロシア語: Вулкан Менделеева、ロシア語ラテン翻字: Vulkan Mendeleyeva）で、1946年にロシアの化学者ドミトリ・メンデレーエフにちなんで命名された。

## 噴火歴
産業技術総合研究所地質調査総合センターは詳細な調査が進んでいないため，過去1万年間の噴火イベントを網羅できていないとしている。
- 1880年 噴火
- 1900年 噴火？

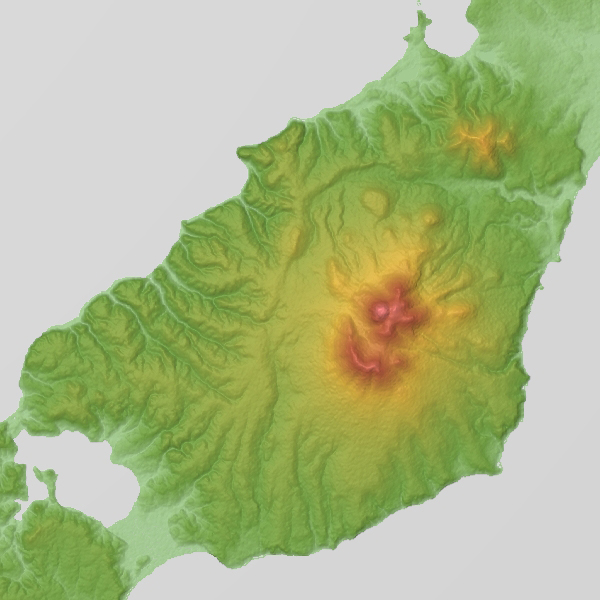
羅臼火山の地形図
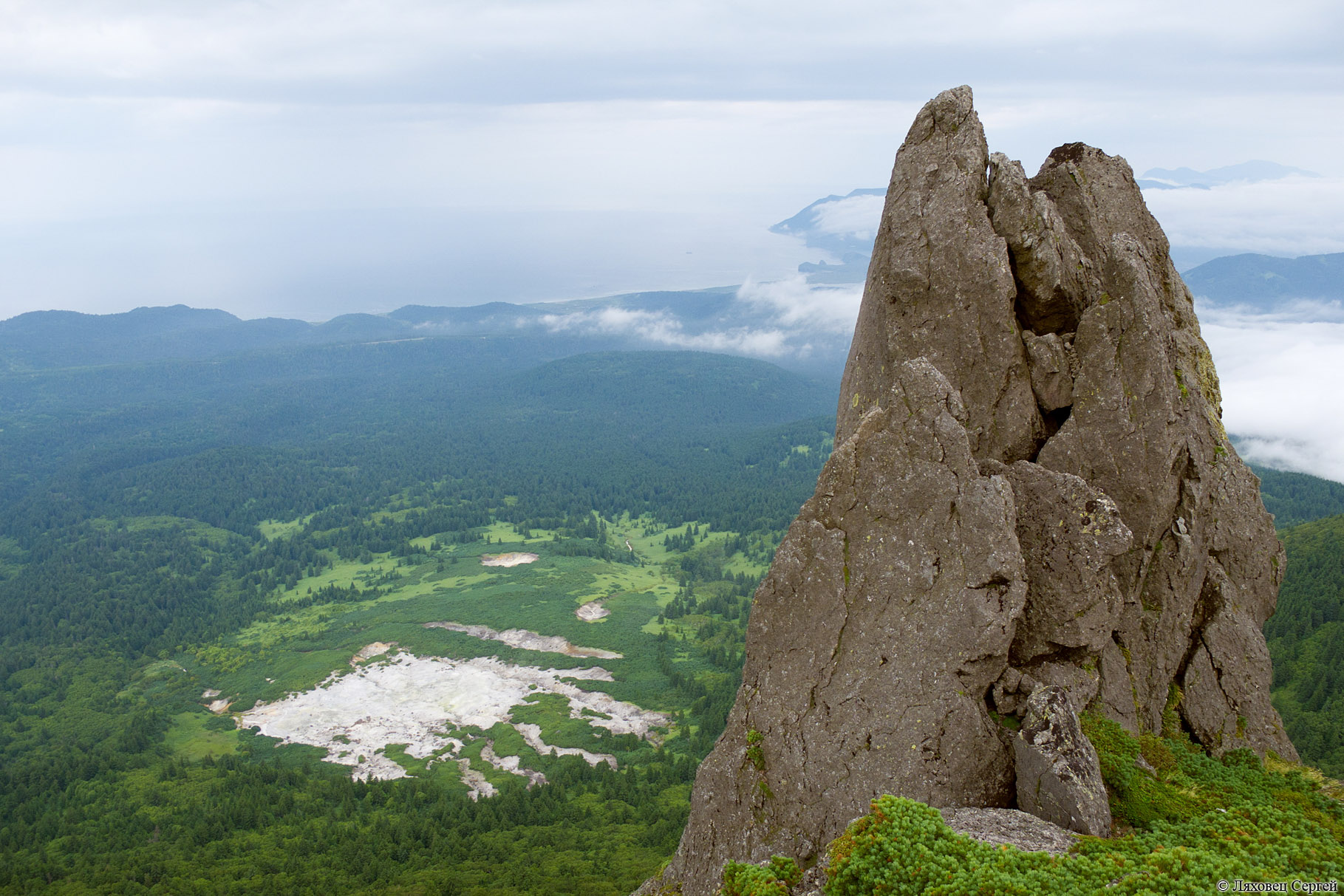
山頂
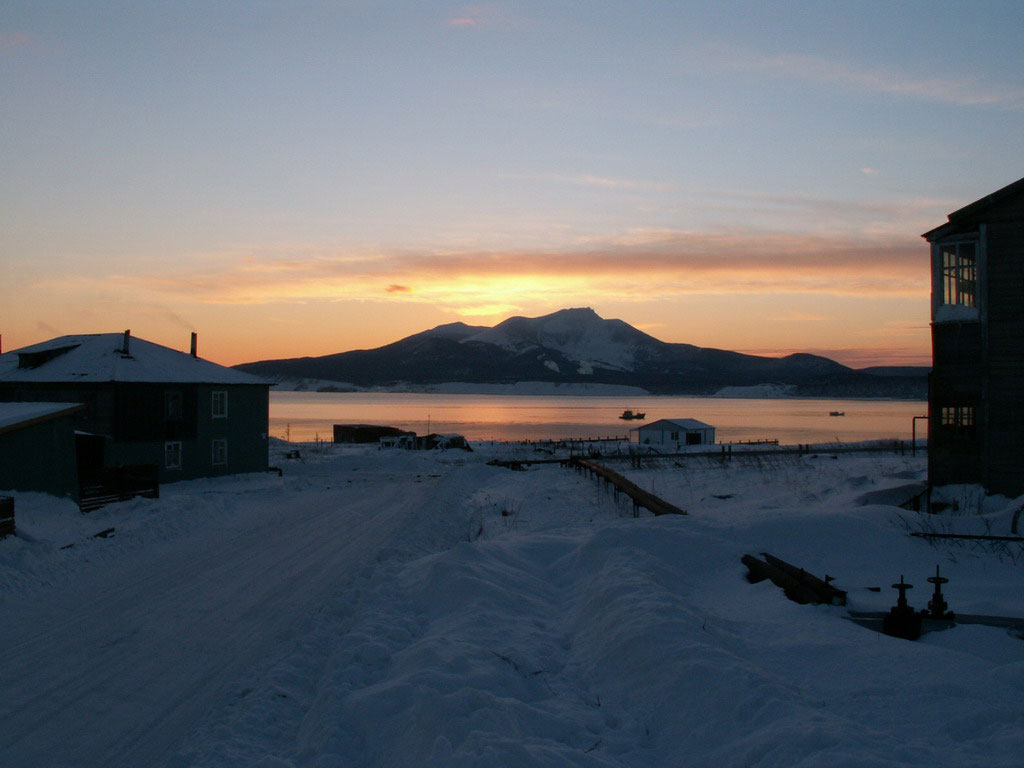
ユジノクリリスクから望む羅臼山
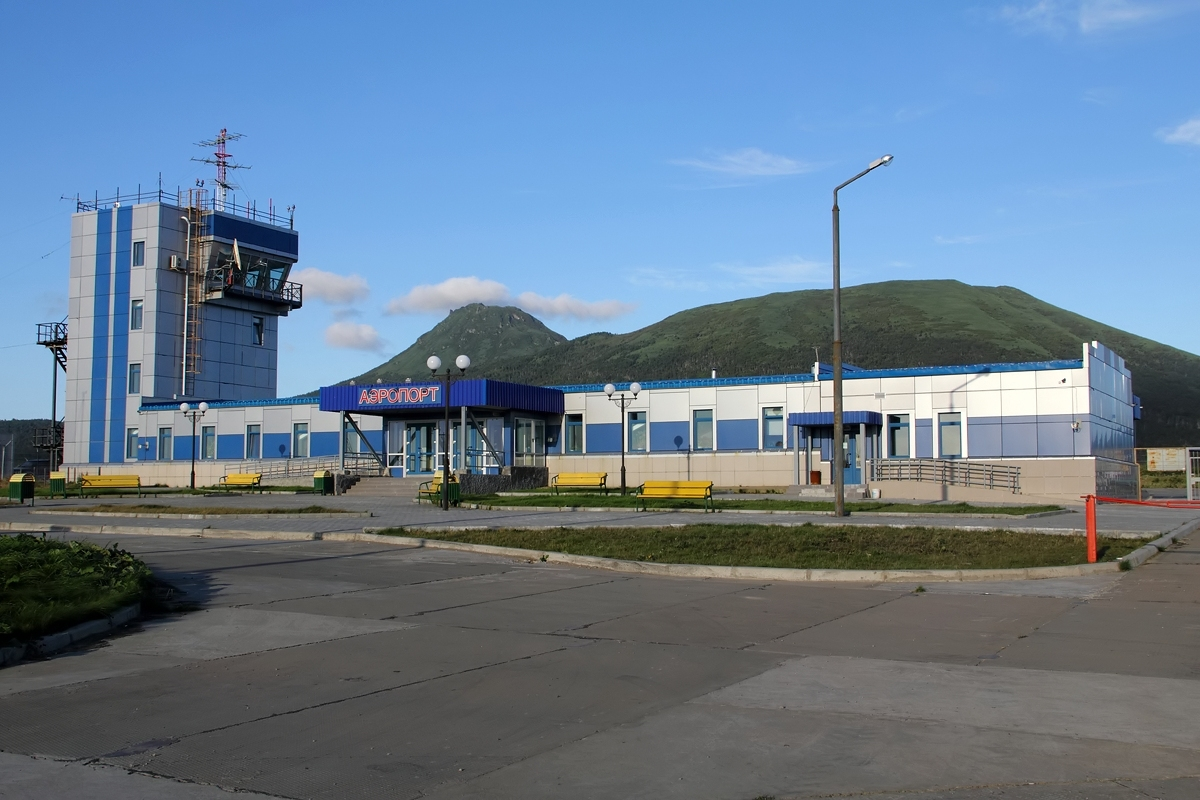
メンデレーエフ空港より